# 5e étape du Tour d'Italie 2011
Pour un article plus général, voir Tour d'Italie 2011.
La 5e étape du Tour d'Italie 2011 s'est déroulée le mercredi 11 mai 2011. Piombino est la ville de départ, et Orvieto la ville d'arrivée. Le parcours qui empruntait les chemins de terre (Strade Bianche) a eu lieu sur une topologie de moyenne montagne sur une distance de 191 km.
Le Néerlandais Pieter Weening (Rabobank) remporte cette étape en solitaire et s'empare du maillot rose de leader.

## Profil de l'étape
Cette 5e étape (191 km) est une étape de moyenne montagne empruntant notamment les Strade Bianche, célèbres routes de cailloux et de poussières, théâtre en 2010 d'un final spectaculaire remportée par Cadel Evans. On les retrouve notamment sur la semi-classique italienne Monte Paschi Strade Bianche.

## La course
Après la 4e étape neutralisée en hommage à Wouter Weylandt, la compétition reprend sans Tyler Farrar (Garmin-Cervélo), grand ami de Weylandt, et l'équipe du Belge, Leopard-Trek.
Au km 14, le Suisse Martin Kohler (BMC Racing Team) attaque seul et son avance accroît jusqu'à 12 minutes 40 d'avance, puis le peloton, mené par Garmin-Cervélo, l'équipe du maillot rose David Millar, commence à réduire l'écart. Au km 111, Millar et le vainqueur de la troisième étape Ángel Vicioso s'accrochent dans un virage mais parviennent à repartir. Au km 115, Javier Aramendia (Euskaltel-Euskadi) part à la poursuite de Kohler, suivi par Aliaksandr Kuschynski (Team Katusha), Rinaldo Nocentini (AG2R La Mondiale), Ruggero Marzoli (Acqua & Sapone) et Leonardo Giordani (Farnese Vini-Neri Sottoli) mais sont rapidement repris par le peloton, toujours mené par Garmin-Cervélo mais aussi par l'équipe Colnago-CSF Inox. L'écart diminue doucement, tandis que les chutes s'enchaînent : Chris Butler (BMC Racing Team) et Ivan Rovny (RadioShack) au km 137, puis Richie Porte (Saxo Bank-Sungard) au km 146. Les équipes Astana et Saxo Bank commencent ensuite à prendre les commandes du peloton et les favoris comme Alberto Contador, Roman Kreuziger ou Vincenzo Nibali commence à se placer, tandis que l'écart avec Kohler continue de fondre jusqu'à atteindre trois minutes à 30 kilomètre de l'arrivée. Au km 163, tandis que les favoris se neutralisent, Przemysław Niemiec (Lampre-ISD) et Bram Tankink (Rabobank) tente à leur tour leur chance, bientôt imités par Stefano Garzelli (Acqua & Sapone), Dario Cataldo (Quick Step) et John Gadret (AG2R La Mondiale). Cataldo chute et entraîne Tankink, Garzelli crève un pneu et Niemiec et Gadret sont repris par le peloton. Le Français tente à nouveau sa chance, suivi de Pieter Weening (Rabobank). Les deux hommes parviennent à rattraper Kohler à 10 km de l'arrivée, tandis que le peloton est retardé par une grosse chute de Tom-Jelte Slagter (Rabobank) mais revient sur leurs talons, mené par les équipes Lampre et Sky. Weening attaque tandis que Gadret et Kohler sont repris. Dans la dernière ligne droite, Millar craque tandis que Scarponi, Lökvist et Porte attaquent. Weening s'impose avec 2 minutes 50 d'avance sur Millar et prend le maillot rose par la même occasion.

## Côtes
| Premier   | Martin Kohler       | 5 pts |
| Deuxième  | Gianluca Brambilla  | 3 pts |
| Troisième | Christophe Le Mével | 2 pts |
| Quatrième | Filippo Savini      | 1 pts |

| Premier   | Martin Kohler    | 5 pts |
| Deuxième  | Roman Kreuziger  | 3 pts |
| Troisième | Michele Scarponi | 2 pts |
| Quatrième | Stefano Garzelli | 1 pts |

## Sprint volant
- Sprint volant à Arcidosso (kilomètre 106,6)

| Premier   | Martin Kohler        | 5 pts |
| Deuxième  | Jan Bakelants        | 4 pts |
| Troisième | Tiziano Dall'Antonia | 3 pt  |
| Quatrième | Murilo Fischer       | 2 pts |
| Cinquième | Danilo Hondo         | 1 pts |

## Classement de l'étape
|    | Coureur             | Pays     | Équipe                    |    | Temps           |
| -- | ------------------- | -------- | ------------------------- | -- | --------------- |
| 1  | Pieter Weening      | Pays-Bas | Rabobank                  | en | 4 h 54 min 49 s |
| 2  | Fabio Duarte        | Colombie | Geox-TMC                  | +  | 8 s             |
| 3  | José Serpa          | Colombie | Androni Giocattoli-CIPI   |    | 8 s             |
| 4  | Christophe Le Mével | France   | Garmin-Cervélo            |    | 8 s             |
| 5  | Oscar Gatto         | Italie   | Farnese Vini-Neri Sottoli |    | 8 s             |
| 6  | Vincenzo Nibali     | Italie   | Liquigas-Cannondale       |    | 8 s             |
|    | Alberto Contador    | Espagne  | Saxo Bank-SunGard         |    | 8 s             |
| 8  | Michele Scarponi    | Italie   | Lampre-ISD                |    | 8 s             |
| 9  | Joaquim Rodríguez   | Espagne  | Team Katusha              |    | 8 s             |
| 10 | Roman Kreuziger     | Tchéquie | Astana                    |    | 8 s             |

## Classement général
|    | Coureur             | Pays        | Équipe                  |    | Temps            |
| -- | ------------------- | ----------- | ----------------------- | -- | ---------------- |
| 1  | Pieter Weening      | Pays-Bas    | Rabobank                | en | 14 h 59 min 33 s |
| 2  | Marco Pinotti       | Italie      | Team HTC-Highroad       | +  | 2 s              |
| 3  | Kanstantsin Siutsou | Biélorussie | Team HTC-Highroad       |    | 2 s              |
| 4  | Christophe Le Mével | France      | Garmin-Cervélo          |    | 5 s              |
| 5  | Pablo Lastras       | Espagne     | Movistar                |    | 22 s             |
| 6  | Vincenzo Nibali     | Italie      | Liquigas-Cannondale     |    | 24 s             |
| 7  | Michele Scarponi    | Italie      | Lampre-ISD              |    | 26 s             |
| 8  | Steven Kruijswijk   | Pays-Bas    | Rabobank                |    | 28 s             |
|    | Alberto Contador    | Espagne     | Saxo Bank-SunGard       |    | 30 s             |
| 9  | José Serpa          | Colombie    | Androni Giocattoli-CIPI |    | 33 s             |
| 10 | Thomas Lövkvist     | Suède       | Team Sky                |    | 39 s             |

## Classements annexes

### Classement par points
|   | Cycliste            | Équipe         | Points |
| - | ------------------- | -------------- | ------ |
| 1 | Alessandro Petacchi | Lampre-ISD     | 28 pts |
| 2 | Christophe Le Mével | Garmin-Cervélo | 26 pts |
| 3 | Pieter Weening      | Rabobank       | 25 pts |

### Classement du meilleur grimpeur
|   | Cycliste            | Équipe           | Points |
| - | ------------------- | ---------------- | ------ |
| 1 | Martin Kohler       | BMC Racing       | 10 pts |
| 2 | Gianluca Brambilla  | Colnago-CSF Inox | 8 pts  |
| 3 | Christophe Le Mével | Garmin-Cervélo   | 5 pts  |

### Classement du meilleur jeune
| Cycliste          | Équipe   | Temps | Temps            |
| ----------------- | -------- | ----- | ---------------- |
| Steven Kruijswijk | Rabobank | en    | 15 h 00 min 01 s |
| Fabio Duarte      | Geox-TMC | +     | 15 s             |
| Peter Kennaugh    | Team Sky |       | 22 s             |

### Classement par équipes aux temps
| Équipe         | Temps | Temps            |
| -------------- | ----- | ---------------- |
| Garmin-Cervélo | en    | 44 h 17 min 26 s |
| Astana         | +     | 18 s             |
| Geox-TMC       |       | 34 s             |

### Classement par équipes aux points
| Équipe                  | Points |
| ----------------------- | ------ |
| Garmin-Cervélo          | 90 pts |
| Androni Giocattoli-CIPI | 67 pts |
| Rabobank                | 65 pts |

## Abandons
- Team Leopard-Trek : non-partante
- Tyler Farrar : non-partant
- Chris Barton (BMC Racing) : abandon
- Francesco Failli (Farnese Vini-Neri Sottoli) : abandon
- Tom-Jelte Slagter (Rabobank) : abandon, victime d'une lourde chute sur une portion non-goudronnée.